# 胡安·巴爾德斯
胡安·巴爾德斯（西班牙語：Juan Valdez），是哥倫比亞的一個虛構人物，由Doyle Dane Bernbach廣告公司於1958年設計，出現在哥倫比亞咖啡樹種植者全國聯合會的廣告上，用作區分哥倫比亞咖啡和其他國家的咖啡。胡安·巴爾德斯通常攜帶一袋收穫豐盛的咖啡豆和他的騾子Conchita一起出現，現時胡安·巴爾德斯已經成為哥倫比亞和咖啡的一個象徵。